# Cross of Valour (Canada)
La Cross of Valour è un'onorificenza canadese. È la seconda più alta onorificenza (superata solo dalla Victoria Cross), la più alta onorificenza disponibile per i civili canadesi e la più alta delle tre decorazioni canadesi al coraggio. Creata nel 1972, è assegnata a individui, canadesi e stranieri, viventi e deceduti, che abbiano compiuto atti di coraggio evidenti in circostanze di estremo pericolo. I destinatari hanno il diritto di utilizzare il post-nominale CV.

## Storia
La Cross of Valor è stata concepita per sostituire la medaglia al coraggio dell'Ordine del Canada, che non era mai stata assegnata dalla sua creazione nel 1967. Il parere del gabinetto guidato dal Primo ministro Pierre Trudeau era iniziato il 1º maggio 1972 dalla regina Elisabetta II del Regno Unito e presentato per la prima volta il 20 luglio dello stesso anno. Prima del 1967, la medaglia equivalente che ricevevano i canadesi era la George Cross. Quest'ultima in Canada è stata assegnata a otto militari, un marinaio mercantile e un civile.
La Cross of Valor è stata al centro di una polemica nel 2007, quando è stato annunciato dalla Cancelleria delle onorificenze presso la residenza del governatore generale del Canada, Rideau Hall, che il defunto poliziotto Chris Garrett di Cobourg, Ontario, non avrebbe ricevuto l'onorificenza. Garett era morto in servizio dopo che un individuo lo aveva attirato con una falsa chiamata al 9-1-1 per poi tagliargli la gola. Tuttavia, mentre stava morendo, aveva sparato e ferito l'assalitore, impedendo così altri attacchi pianificati. Tuttavia, poiché il processo di nomina aveva dovuto aspettare che si concludesse il processo per l'assassino del poliziotto, la richiesta era arrivata a Rideau Hall otto mesi dopo la scadenza prevista di due anni. Dopo una protesta pubblica, il consiglio del governatore generale ha adeguato le regole di assegnazione della Cross of Valour. A Garrett è stata concessa la Star of Courage.

## Assegnazione
Chiunque può proporre una nomina o essere nominato per ricevere la Cross of Valour. Il fatto non deve per forza aver avuto luogo in Canada ma devono essere coinvolti cittadini e/o interessi canadesi. La decorazione può essere assegnata postuma, anche se le candidature devono essere fatte entro due anni dopo l'atto di coraggio stesso o la conclusione di qualsiasi inchiesta del coroner o della corte sugli eventi per i quali la persona è stata nominata.

## Insegne
La medaglia è una croce greca in oro, con il dritto smaltato di rosso e bordato d'oro e recante al centro una foglia d'acero d'oro circondata da una corona d'alloro d'oro. Sul rovescio vi è il monogramma del sovrano canadese regnante con sopra una corona. Sul braccio superiore sono incise le parole VALOR • VAILLANCE in modo tale che si estendano lungo il bordo superiore dei due bracci laterali della croce. Il nome del destinatario e la data dell'incidente per il quale è stato onorato sono incisi sotto il motto. La medaglia è indossata sul petto a sinistra, su un leggero nastro cremisi largo 38 millimetri: per gli uomini, appeso a una barra, e per le donne, su un fiocco appuntato sul petto a sinistra. Una croce in miniatura può essere indossata sulla barra del nastro. Se un individuo che possiede già una Cross of Valour riceve nuovamente la medaglia per successivi atti di valore, riceve una foglia d'acero d'oro da portare sullo stesso anello a cui è appesa la croce originale. Ad oggi, questo non è mai successo.

## Insigniti[10]
1. Vaino Olavi Partanen CV CD (20 luglio 1972, postumo)
2. Lewis John Stringer CV CD (20 luglio 1972, postumo)
3. Mary Dohey CV RN (1º dicembre 1975)
4. Kenneth Wilfrid Bishop CV (5 aprile 1976)
5. Jean Swedberg CV (17 maggio 1976, postumo)
6. Thomas Hynes CV (11 settembre 1978, postumo)
7. François Emeric Gaston Langelier CV (2 aprile 1979)
8. Amédéo Garrammone CV (28 gennaio 1980)
9. Lester Robert Fudge CV (6 aprile 1981)
10. Harold Gilbert Miller CV MB (6 aprile 1981)
11. Martin Sceviour CV (6 aprile 1981)
12. Anna Ruth Lang CV (7 giugno 1982)
13. Robert Gordon Teather CV CD (25 aprile 1983)
14. René Marc Jalbert CV CD (16 luglio 1984)
15. David Gordon Cheverie CV SC (13 giugno 1988)
16. John Wendell MacLean CV (30 ottobre 1992, postumo)
17. Douglas Fader CV (16 giugno 1994)
18. Keith Paul Mitchell CV MMM MSM CD (11 febbraio 1998)
19. Bryan Keith Pierce CV MMM MSC CD (11 febbraio 1998)
20. Leslie Arthur Palmer CV (4 maggio 2006)